# Георги Младенов (генерал-лейтенант)
Вижте пояснителната страница за други личности с името Георги Младенов.
Георги Младенов Георгиев е български офицер, генерал-лейтенант от Държавна сигурност.

## Биография
Роден е през 1921 г. в монтанското село Железна. Бил е началник на Областното управление на МВР във Видин. След това е първи заместник-началник на Второ главно управление на Държавна сигурност. Награждаван е с орден „Народна република България“ – I степен за принос във Възродителния процес. Излиза в запаса през 1990 г. Умира през 1995 г.